# Hidrorrhée
 (janvier 2019).
Si vous disposez d'ouvrages ou d'articles de référence ou si vous connaissez des sites web de qualité traitant du thème abordé ici, merci de compléter l'article en donnant les références utiles à sa vérifiabilité et en les liant à la section « Notes et références ».
L'hidrorrhée (littéralement « flux de sueur ») est le fait, dans le processus d'hidrose, d'une surabondance excessive de production des glandes sudoripares. Per se, c'est une hyperhidrose (et la plus abondante) mais surtout symptomatique d'un état anormal devant amener le praticien à suspecter une pathologie de toute nature.
Sa survenue est soudaine et elle accompagne par exemple une forte fièvre, une réaction hyperinflammatoire ou encore des syndromes endocriniens telle que des lymphomes, des formes d'hyperthyroïdie et peut marquer l'état de choc circulatoire.